# Centrolene acanthidiocephalum
Centrolene acanthidiocephalum är en groddjursart som först beskrevs av Pedro M. Ruiz-Carranza och Lynch 1989.  Centrolene acanthidiocephalum ingår i släktet Centrolene och familjen glasgrodor. IUCN kategoriserar arten globalt som otillräckligt studerad. Inga underarter finns listade i Catalogue of Life.